# 江頭憲治郎
江頭 憲治郎（えがしら けんじろう、1946年〈昭和21年〉11月3日 - ）は、日本の法学者。専門は商法。学位は、博士（法学）（東京大学・論文博士・1996年）（学位論文「結合企業法の立法と解釈」）。東京大学名誉教授、早稲田大学名誉教授。元公益社団法人商事法務研究会会長。日本学士院会員、紫綬褒章受章者、文化功労者文化勲章受章者。

## 来歴
兵庫県揖保郡（現たつの市）出身。日本の商法学会の大御所であり、法務省法制審議会会社法（現代化関係）部会長として、2005年（平成17年）に成立した会社法の制定に尽力した。2009年紫綬褒章受章。2014年日本学士院会員。2018年文化功労者。2019年、「講書始の儀」の進講者として皇居に招かれる。

## 人物
私生活においては、飲まない・食べない・走らない、で約40kmを歩くかち歩きに連続して参加するなど体力にも優れている。熱心な阪神ファン。
鴻常夫門下で、弟子には、黒沼悦郎、藤田友敬、森田果、大杉謙一らがいる。東大・早稲田時代の弟子やゼミ生らによって組織される「江友会」がある。

## 研究テーマ
- 企業結合法
- 社債法
- 閉鎖会社法
- 企業買収

## 年譜
- 1946年11月 - 兵庫県揖保郡（現たつの市）新宮町生まれ
- 1965年3月 - 灘高等学校卒業
- 1968年 - 国家公務員採用上級甲種試験（法律）合格
- 1968年9月 - 司法試験合格
- 1969年6月 - 東京大学法学部卒業（法学士）
- 1969年7月 - 東京大学法学部助手（学士助手）
- 1972年10月 - 東京大学法学部助教授
- 1983年4月 - 東京大学法学部教授
- 1991年4月- 東京大学大学院法学政治学研究科教授
- 1996年 - 学位論文「結合企業法の立法と解釈」で論文博士として東京大学より博士（法学）の学位を取得
- 2007年4月 - 早稲田大学大学院法務研究科教授（2017年3月まで）
- 2007年6月 - 東京大学名誉教授
- 2017年4月 - 早稲田大学名誉教授

## 業績
- 『会社法人格否認の法理』（東京大学出版会、1980年）
- 『結合企業法の立法と解釈』（有斐閣、1995年）
- 『株式会社・有限会社法 第4版』（有斐閣、2005年）（第3版2004年、第2版2002年、初版2001年）
- 『商取引法第6版』（弘文堂法律学講座双書、2010年）（第5版2009年、第4版2005年）
- 『株式会社法第6版』（有斐閣、2015年）（第5版2014年、第4版2011年、第3版2009年、第2版2008年、初版2006年）
- 「取引相場のない株式の評価」法学協会編『法学協会百周年論文集第3巻民事法』（有斐閣）
- 「社債の管理に関する受託会社の義務と責任」江頭憲治郎編『八十年代商事法の諸相－鴻常夫先生還暦記念』（有斐閣）
- 「手形保証とスタンドバイ信用状－その独立性をめぐって－」岩原紳作編『現代企業法の展開－竹内昭夫先生還暦記念』（有斐閣）

## 受賞・栄典
- 日本海法学会・小町谷賞 （1986年、国内 ）
- 日本海法学会・日本海法学会賞（小町谷特別賞）（1992年）
- 紫綬褒章 （2009年）[6]
- 文化功労者（2018年）
- 文化勲章（2024年）[7]

## 所属学会
- 日本私法学会 （1988年 - 1992年と1994年 - 2000年には理事）
- 日本海法学会 （2000年から理事長）
- 日本空法学会 （1983年から理事）
- 金融法学会 （1991年から1996年まで理事）
- 日米法学会
- 租税法学会